# حيدر علي (رياضي)
حيدر علي (بالإنجليزية: Haider Ali)، (مواليد 12 ديسمبر 1984، كوجرانواله) هو رياضي ألعاب قوى بارالمبي باكستاني متعدد التخصصات. دخل حيدر التاريخ في الألعاب البارالمبية الصيفية 2008 في بكين بعد فوزه بأول ميدالية بارالمبية في تاريخ باكستان، حيث فاز بالميدالية الفضية في مسابقة القفز الطولي فئة إف 37-38. كما حطم الرقم القياسي العالمي بقفزة بلغت 6.44 متر في تلك الألعاب. شارك في الألعاب البارالمبية في خمس مناسبات: 2008 و2012 و2016 و2020 و2024. يمتلك حيدر علي رقما فريدا كونه أول رياضي باكستاني يحقق الميداليات الذهبية والفضية والبرونزية في تاريخ البارالمبياد، وهو الرياضي الباكستاني الوحيد الذي حقق ميدالية في الألعاب البارالمبية. وفي 3 سبتمبر 2021، أصبح أول باكستاني يحرز ميدالية ذهبية في تاريخ باكستان في الألعاب البارالمبية.
في 2019، أصبح حيدر علي أول رياضي باكستاني بارالمبي يفوز بميدالية في بطولة العالم لألعاب القوى لذوي الاحتياجات الخاصة 2019 في دبي، وذلك بعدما فاز بميدالية فضية.

## طفولته ونشأته
يُعاني حيدر علي من الشلل الدماغي منذ ولادته، وقد اكتشف المسؤولون الرياضيون إمكانياته في عام 2005 خلال معسكر تدريبي في فيصل آباد. بعد اكتشاف موهبته وقدراته، تلقى علي تدريبا متخصصا في مختلف مسابقات سباقات المضمار والميدان، بما في ذلك القفز الطولي، ورمي القرص، والوثب العالي، 100 متر و200 متر. تطور مستوى حيدر علي بشكل ملحوظ، حيث حقق انطلاقة قوية في أول مشاركة دولية له، ففي ألعاب فيسبيك 2006 التي أقيمت في كوالالمبور، فاز علي بميدالية ذهبية وثلاث فضيات.
يتولى المدرب أكبر علي موغال تدريب حيدر علي منذ عام 2006.

## مساره الرياضي

### الألعاب البارالمبية الصيفية 2008
شارك حيدر، الذي يعاني من شلل دماغي، في مسابقة القفز الطولي لفئة إف-37/38 للرجال وحقق قفزة بمقدار 6.44 مترا، ليفوز بالميدالية الفضية في الألعاب البارالمبية الصيفية 2008. وقد فاز الرياضي التونسي محمد فرحات شيدة بالميدالية الذهبية رغم تحقيقه نفس المسافة، لأنه نجح في ست محاولات كاملة، بينما رُفضت القفزتان الثانية والخامسة لحيدر، لكنه تمكن من معادلة رقم شيدة في محاولته الأخيرة. وتُعد ميدالية حيدر أول ميدالية بارالمبية لباكستان، وأيضًا أول ميدالية فضية في تاريخ مشاركاتها في الألعاب البارالمبية.
سجل كل من حيدر وفرحات شيدة مجموع 1104 نقاط بفضل قفزتهما التي بلغت 6.44 مترا، ويعد هذا الرقم رقما قياسيا عالميا جديدا في تاريخ الألعاب البارالمبية.
بالإضافة إلى فئة تي 38، شارك حيدر أيضا في ثلاث مسابقات أخرى. ففي سباق 100 متر لفئة تي 38 احتل المركز التاسع بين 9 عدائين، وفي سباق 200 متر حل خامسا من بين 7 متسابقين، وفي مسابقة رمي القرص فئة إف 37/38 كاد أن يفوز بالميدالية البرونزية، لكنه جمع 986 نقطة فقط، متخلفا بسبع نقاط عن الصيني دونغ تشيا الذي حقق 1003 نقاط وحصل على المركز الثالث.

### الألعاب البارالمبية الآسيوية
في دورة 2010 للألعاب البارالمبية الآسيوية في غوانجو، فاز علي بالميدالية الذهبية في مسابقة القفز الطولي فئة إف 37، وبرونزية في سباق 100 متر فئة تي 38. وفي الألعاب البارالمبية الآسيوية 2018، أحرز ميداليتين ذهبيتين في رمي القرص فئة إف 37 ورمي الرمح فئة إف 37/38، بالإضافة إلى برونزية في القفز الطولي فئة تي 37/38. وكرر إنجازه بحصد الذهب في رمي القرص خلال الألعاب الآسيوية البارالمبية 2022 في هانغتشو.

### الألعاب البارالمبية الصيفية 2012
تُعد لندن 2012 الدورة البارالمبية الوحيدة حتى الآن التي لم يحقق فيها حيدر علي أية ميدالية، حيث تأثر أداؤه في هذه الدورة بإصابة تعرض لها في أوتار الركبة.

### الألعاب البارالمبية الصيفية 2016
حصد علي الميدالية البارالمبية الثانية في مسيرته عندما فاز بالبرونزية في مسابقة القفز الطولي لفئة تي 37 خلال الألعاب البارالمبية الصيفية 2016. وكانت هذه أيضاً أول ميدالية برونزية لباكستان في تاريخ الألعاب البارالمبية. كما حمل علم باكستان خلال حفل افتتاح الألعاب البارالمبية ريو 2016.

### بطولة العالم لألعاب القوى لذوي الاحتياجات الخاصة 2019
في بطولة العالم لألعاب القوى لذوي الاحتياجات الخاصة 2019 في دبي، كان علي أول رياضي بارالمبي باكستاني يفوز بميدالية في بطولة العالم لألعاب القوى لذوي الاحتياجات الخاصة، حيث فاز بالميدالية الفضية في مسابقة رمي القرص لفئة إف 37..

### الألعاب البارالمبية الصيفية 2020
في 3 سبتمبر 2021، فاز حيدر علي بأول ميدالية ذهبية في تاريخ البارالمبياد لباكستان بعد أن حقق رمية لمسافة 55.26 مترا في مسابقة رمي القرص لفئة إف 37 خلال الألعاب البارالمبية الصيفية 2020.

### الألعاب البارالمبية الصيفية 2024
فاز حيدر علي بميدالية برونزية بأفضل رقم له في الموسم في مسابقة رمي القرص للرجال فئة إف 37 خلال ألعاب باريس البارالمبية 2024.
حقق علي رمية لمسافة 52.54 مترا في محاولته السادسة، ما منحه المركز الثالث في نهائي المسابقة الذي أقيم على ملعب فرنسا.

## وصلات خارجية
- ترتيب الميداليات الإجمالي على الموقع الرسمي لدورة الألعاب البارالمبية بكين 2008 نسخة محفوظة 28 سبتمبر 2008 على موقع واي باك مشين.